# Hostingové centrum Nagano
Hostingové centrum Nagano bylo datové centrum v „Nagano Parku“ na Praze 3 v ulici U Nákladového nádraží. Hostingové centrum vzniklo přestavbou objektu bývalé elektrotechnické továrny. Provoz byl ukončen v roce 2023.
Konektivitu zajišťovaly tři nezávislé přívody do páteřní sítě (NIX.CZ), z nichž dva mají přenosovou kapacitu 100 Gbit/s. Stálé napájení je zajištěno dvěma nezávislými přívody, UPS (8x460 kW) a  dieselagregáty. Mezi největší zákazníky patří například Ministerstvo zemědělství České republiky, Ministerstvo dopravy České republiky, Centrum.cz nebo třeba Seznam.cz. Centrum je pod nepřetržitým bezpečnostním dohledem.